# Pilgrim I. von Salzburg
Pilgrim I. († 8. Oktober 923), wohl aus dem Adelsgeschlecht der Pilgrimiden bzw. Aribonen, war ein Salzburger Erzbischof und Abt des Stiftes St. Peter im 10. Jahrhundert.

## Leben
Pilgrims Regentschaft begann unter schwierigen Bedingungen. Während seine Vorgänger sämtlich beim Antritt als Bischöfe zum Erzkapellan des Königs oder Kaisers ernannt wurden, wurde vorerst ein anderer Bischof Erzkapellan und Pilgrim erst 912.
Besonders schwierig machte die Lage des Erzbischofs die mehrmalige Vertreibung des bayerischen Herzogs Arnulf I. Der hatte 914 gegen die im November 911 erfolgte Wahl des vierundzwanzigjährigen Konrad I. zum König (der dann Arnulfs Mutter zur Frau nahm) opponiert und wurde daraufhin aus Bayern vertrieben. Bei seiner ersten Rückkehr 916 wurde Arnulf blutig geschlagen und konnte sich erst nach erneuter Flucht 917/18 von Salzburg aus wieder allmählich als bayerischer Herrscher behaupten. In der letzten Schlacht mit König Konrad siegte Arnulf, Konrad wurde schwer verwundet und starb an den Folgen der Verletzung.  Sein Nachfolger wurde der sächsische Herzog Heinrich I., der sich aber erst 921 auch in Bayern durchsetzen konnte, wo Arnulf inzwischen königsgleiche Rechte usurpiert hatte.
Pilgrim I., der eine vorsichtig königstreue Haltung gegen Arnulf eingenommen hatte, konnte so nur beschränkt und nur innerhalb seines engeren Herrschaftsbereiches tätig werden. Die Machtfülle der Salzburger Erzbischöfe mit ihrem weiten Wirkungskreis in Pannonien war zerschlagen, die Erzbischöfe wurden nicht mehr vom König ernannt, sondern ausschließlich vom bayerischen Herzog. Die Geschichte Salzburgs wurde für längere Zeit zu einem kleinen, wenig bedeutsamen Teil der bayerischen Geschichte. Bekannt sind die vermutlich sehr zahlreichen Tauschgeschäfte Pilgrims, die vor allem Kirchenbesitz im Raum des heutigen Bayern betrafen. Damit wollte Pilgrim vor allem sein Herrschaftsgebiet geschlossener gestalten. 909 erhielt Pilgrim etwa von König Ludwig dem Kind die Abtei Traunsee (vermutlich im heutigen Ortsgebiet von Altmünster) auf Lebenszeit verliehen und die Salzburger Kirche erhielt vom König den Königshof Salzburghofen (heute Freilassing) samt den zugehörigen Abgaben aus Reichenhall.